# ديجيتال إكلابس
ديجيتال إكلابس (بالإنجليزية: Digital Eclipse)‏، هي شركة تطوير ألعاب فيديو أمريكية مقرها في إميريفيلي بكاليفورنيا، تأسست سنة 1992، اشتهرت بإنتاج الألعاب مثل سلاحف النينجا: ذا كاوابانغا كولكشن، وستريت فايتر: 30 أنيفيرساري كولكشن.